# شلتن (نبراسکا)
شلتن(به انگلیسی: Shelton) شهری در ایالت نبراسکا کشور ایالات متحده آمریکا است که جمعیت آن در سرشماری سال ۲۰۱۰ میلادی، ۱٬۰۵۹ نفر بوده‌است.